# Danielle Brisebois
Danielle Anne Brisebois (Brooklyn, 28 de junio de 1969) es una cantante, actriz y productora discográfica estadounidense, reconocida por haber interpretado el papel de Stephanie Mills en las series de televisión All in the Family y Archie Bunker's Place, y por haber sido miembro de la banda New Radicals.

## Biografía
Luego de retirarse de la actuación a finales de la década de 1980, Brisebois inició una carrera en la música y se convirtió en uno de los dos miembros permanentes de la banda de rock alternativo New Radicals junto con Gregg Alexander. En la agrupación se desempeñó como tecladista, percusionista y corista. Grabó dos álbumes de estudio en calidad de solista, Arrive All Over You y Portable Life, ambos producidos por Alexander. Ha compuesto varias canciones, entre las que se encuentran los éxitos de Natasha Bedingfield "Unwritten" y "Pocketful of Sunshine".
En enero de 2015, Brisebois y Alexander fueron nominados a un Premio Óscar por mejor canción original por la canción "Lost Stars" de la película Begin Again.

## Filmografía
| Año  | Título                       | Papel                  | Notas                 |
| ---- | ---------------------------- | ---------------------- | --------------------- |
| 1976 | The Premonition              | Janie Bennett          | Debut cinematográfico |
| 1978 | If Ever I See You Again      | Amy Morrison           |                       |
| 1978 | Slow Dancing in the Big City | Ribi Ciano             |                       |
| 1978 | King of the Gypsies          | Tita                   |                       |
| 1987 | Big Bad Mama II              | Billie Jean McClatchie |                       |
| 1990 | Kill Crazy                   | Libby                  | Directo a vídeo       |
| 1997 | As Good as It Gets           | Cantante               |                       |

| Año       | Título                        | Papel               | Notas        |
| --------- | ----------------------------- | ------------------- | ------------ |
| 1977      | Kojak                         | Jamie Magid         | 2 episodios  |
| 1978      | This Is the Life              | Tammy               | 1 episodio   |
| 1978–1979 | All in the Family             | Stephanie Mills     | 24 episodios |
| 1979–1983 | Archie Bunker's Place         | Stephanie Mills     | 81 episodios |
| 1980      | Mom, the Wolfman and Me       | Jenny Bergman       | Telefilme    |
| 1983      | The Love Boat                 | Melissa Weatherly   | 1 episodio   |
| 1983–1984 | Knots Landing                 | Mary-Frances Sumner | 7 episodios  |
| 1987      | Mr. Belvedere                 | Kerry               | 1 episodio   |
| 1987      | Down and Out in Beverly Hills |                     | 1 episodio   |
| 1987      | Murder, She Wrote             | Kim Bechet          | 1 episodio   |
| 1987      | Tales from the Darkside       | Amanda Polo         | 1 episodio   |
| 1987      | Days of Our Lives             | Sasha Roberts       |              |
| 1997      | Aaahh!!! Real Monsters        | Lucy (voz)          | 1 episodio   |
| 1998      | Stories From My Childhood     | Eliza (voz)         | 1 episodio   |

## Discografía

### Álbumes de estudio
- Arrive All over You (1994)
- Portable Life (1999, publicado en 2008)

### Álbumes recopilatorios
- Just Missed the Train (2006)

### Sencillos
- "What If God Fell from the Sky" (1994)
- "Gimme Little Sign" (1995)
- "I Don't Wanna Talk About Love" (1995)
- "I've Had It" (1999)

## Premios y distinciones
Premios Óscar
| Año  | Categoría              | Película    | Resultado |
| ---- | ---------------------- | ----------- | --------- |
| 2015 | Mejor canción original | Begin Again | Nominado  |